# Wermsdorfer Forst
Als Wermsdorfer Forst wird ein in Nordwestsachsen gelegenes, ca. 13.000 ha großes Wald- und Landschaftsschutzgebiet bezeichnet. Es wird von den Orten Oschatz, Collm, Wermsdorf, Sachsendorf, Dornreichenbach und Luppa begrenzt und durch die Bundesstraße 6 durchquert.

Übersichtskarte Wermsdorfer Forst mit eingezeichneten Forstgrenzen

## Beschreibung
Das Gebiet wurde im Pleistozän geformt. Der Wald wird durch ein geradliniges Schneisensystem unterbrochen, welche für die Parforcejagd unter August dem Starken eingerichtet wurde. Im Osten liegt der Collmberg mit 313 m ü. NN und im Nordwesten der Reichenbacher Berg mit 206 m ü. NN. Im Süden grenzen die mit Teichwirtschaft betriebene Horst- und der Döllnitzseen an den Forst. Den geologischen Untergrund bildet ein Deckenerguss von Pyroxen-Quarzporphyr. Der Boden wechselt zwischen Kies und Lehm. Das Waldgebiet mit seinen zahlreichen Sehenswürdigkeiten wird überregional als Ausflugs- und Erholungsziel genutzt.

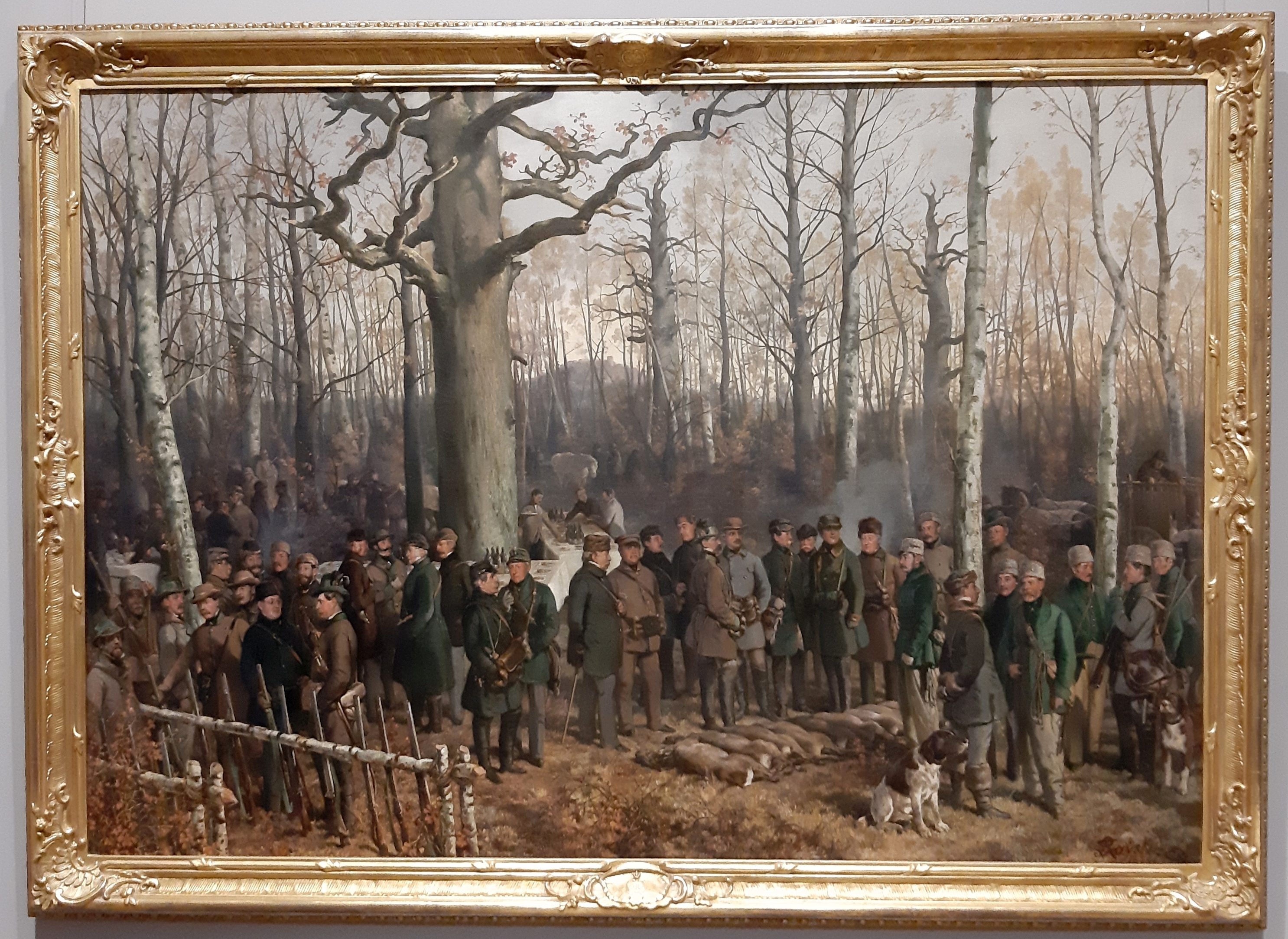
Jagd im Wermsdorfer Wald, gemalt von Ferdinand von Rayski 1859

## Geschichte
Der Wald um Wermsdorf hatte vor allem nach der Ostbesiedlung wirtschaftliche Bedeutung für die ganze Region. Ab 1081 werden Teile der Fluren immer wieder urkundlich erwähnt.

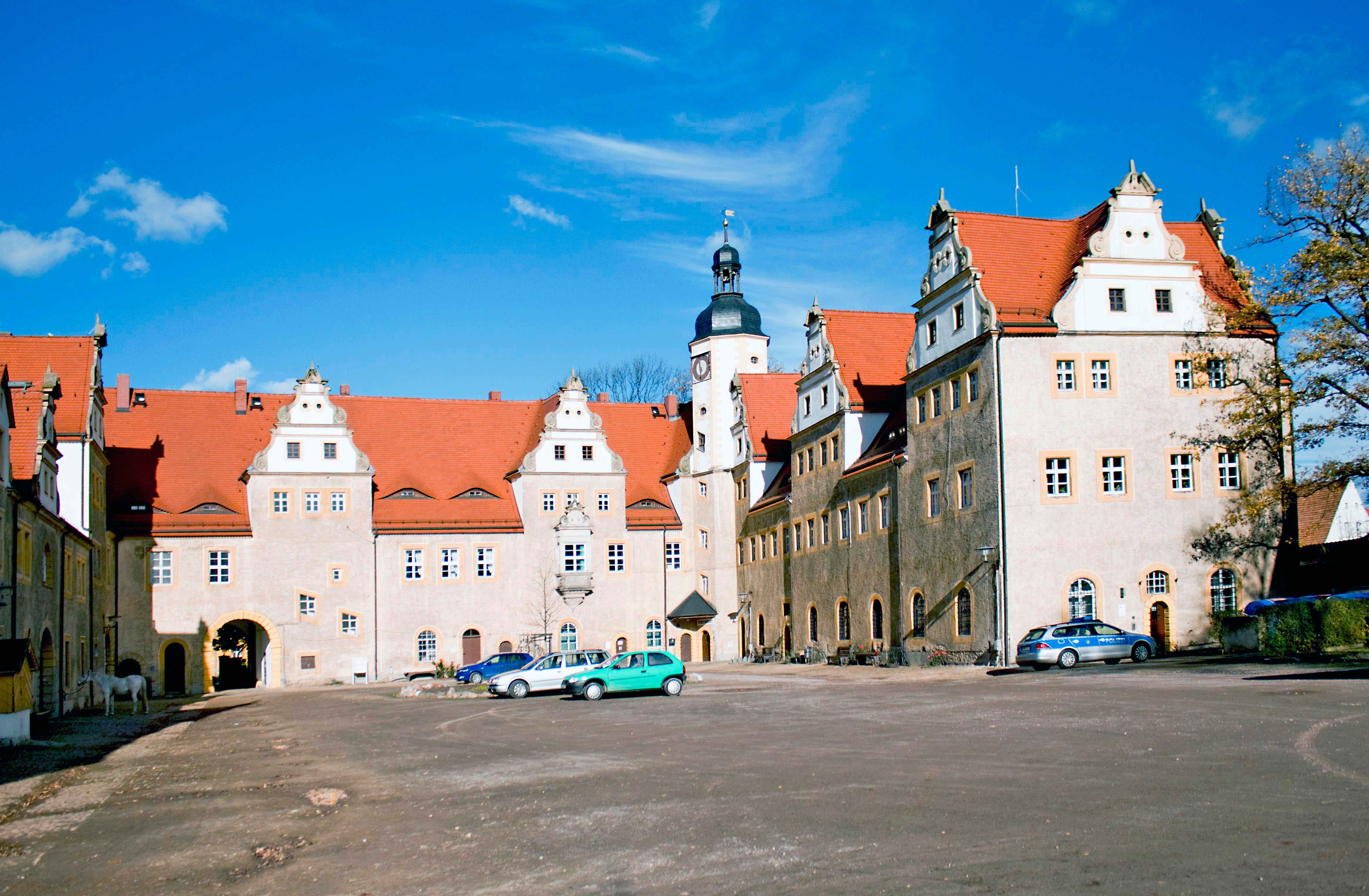
Jagdschloss Wermsdorf

Die heutige zusammenhängende Flächenausdehnung des geschlossenen Waldgebietes ist allein auf die Erwerbung der Wald- und Jagdgebiete durch Kurfürst August zurückzuführen und der Besitzvergrößerung durch Kauf der Starschedelschen Güter verbunden. Kurfürst Christian II. ließ zwischen 1609 und 1610 auf dem Gelände des alten Starschedelschen Rittergutes ein einfaches Jagdschloss zu errichten, das 1617 bis 1626 erweitert wurde und heute als Altes Schloss noch erhalten ist.
Später war es Fürst Anton Egon von Fürstenberg und König August der Starke, die in Wermsdorf ein Zentrum der französischen Mode der Parforcejagd einführten. Die erste Jagd in dieser aufwändigen Weise fand in Wermsdorf 1699 statt.
1695 war der fünfundzwanzigjährige Prinz August bei Franz Anton Graf von Sporck in Lissa gewesen und charakterisierte ihn später als „Alt- und Lehrmeister der Jagd“. Sporck hatte die Parforcejagdmethode vom Hofe des Ludwigs XIV. mitgebracht. Der Wermsdorfer Forst wurde in der Folgezeit mit mehreren Alleen durchschnitten, welche die von Morgen gegen Abend (Ost-West) laufenden mit lateinischen Buchstaben, die von Mittag gegen Mitternacht (Süd-Nord) zugehenden mit Zahlen bezeichnet wurden. Dieses Rasterschema ist auf dem Geländeplan von Johann Christoph Naumann 1727 noch nicht zu erkennen, wohl aber auf der Karte von Johann Georg Maximilian von Fürstenhoff 1741.

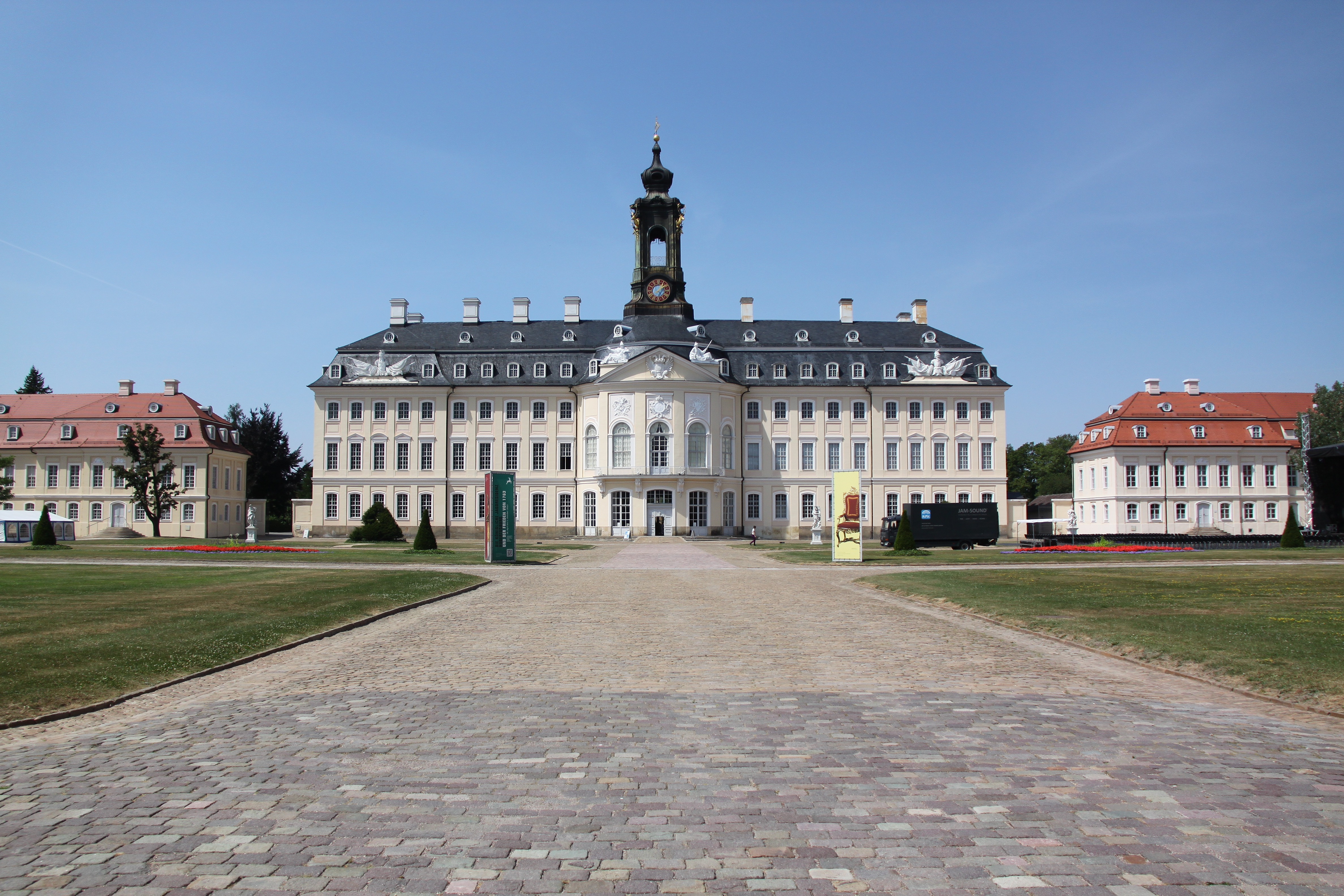
Schloss Hubertusburg

Die Jagd wurde zunehmend das Medium zur Selbst- und Prunkdarstellung von Macht und Besitz. Die Wildtiere wurden dabei durch Hundemeuten so lange gehetzt, bis sie sich entkräftet ergaben. Diese Jagdmethode war so populär, dass sogar spezielle Parforcehornmusiken komponiert wurden. Die Jäger waren dabei in antike Trachten gekleidet und von farbenprächtig gewandeten mythischen Figuren begleitet. Der große Tag der Parforcejagd war der 3. November, der Hubertustag. Noch kostspieliger als die Jagd selbst waren die Feste nach der Jagd. Im Sprachgebrauch der Gegenwart würde man diese als ‚Festspiele‘ bezeichnen. Allein zum Zweck für diese Zeit danach wurde ab 1721 die Hubertusburg in Wermsdorf errichtet.
1764 wurde der Wald vom Oberlandforstmeister Carl Ludwig von Laßberg vermessen. Carl Ludwig von Laßberg war es auch, der als Erster zwischen Göttwitz- und Horstsee Versuche einer Wiederaufforstung durchführte. Sachsens Bündnis mit Napoleon führte zum Einschlag von großen Holzmengen aus dem Wermsdorfer Wald, ohne Berücksichtigung der Folgen.
Mit Beginn des 19. Jahrhunderts und zunehmender politischer Einflussnahme des Bürgertums wurde die Parforcejagd abgeschafft und auf die Hohe Jagd umgestellt. War es bisher ausschließlich Rotwild, so bejagte der sächsische König jetzt auch Schwarzwild und es wurden sogar Entenjagden durchgeführt.
Unter König Albert blühte nochmal die sächsische Hofjagd im Wermsdorf auf. Es wurden hauptsächlich Rehe und Hasen gejagt. Die pompösen Jagdfeste seiner Vorgänger waren aber in Sachsen nach dem Wiener Kongress nur noch auf einfache Kartenspiele wie Skat und „Grobaus“ reduziert. Die Geschichte des Wermsdorfer Waldes als Hofjagdrevier des sächsischen Königs endete mit der Thronverzichtserklärung vom 13. November 1918 durch Friedrich August III.
Bereits 1822 begonnen, wurde ab 1841 durch Carl Zinkernagel als Schüler von Heinrich von Cotta im Wermsdorfer Forst der regelmäßige Kahlschlag eingeführt und der Anteil von Nadelhölzern von 6 % auf 90 % gesteigert. 1863 war der Forst in das Wermsdorfer und Luppaer Revier geteilt und umfasste eine Fläche von 6.900 sächsische Acker (1 sächs. Acker = 2 {\displaystyle {\tfrac {1}{6}}} preußische Morgen = 3,8 ha (also {\displaystyle {\tfrac {1}{3}}} der heutigen Fläche)).
Mit der Neuordnung der Sächsischen Forstverwaltung nach dem Ersten Weltkrieg wurden durch den Wermsdorfer Forstmeister Johannes Blanckmeister (1898–1982) neue Waldbauideen eingeführt. So wurden Reinbestände erhalten und mehrstufige Bestände durch Vor- und Unterbau eingeführt. Die Wildbestände wurden heruntergefahren und klein gehalten. 1934 wurde der Wermsdorfer Wald zum ideologischen Wirtschaftsprinzip für das Deutsche Reich erhoben.

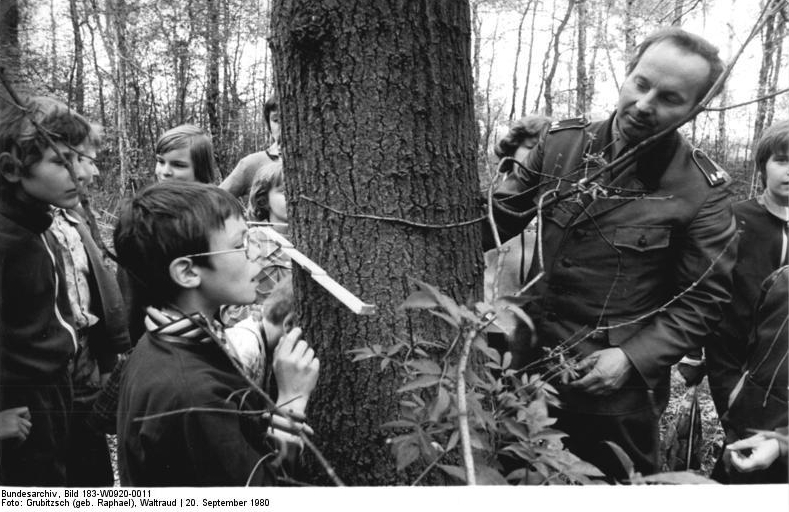
Revierförster Horst Linde vom Staatlichen Forstwirtschaftsbetrieb Wermsdorf am 20. September 1980

1941 arbeiteten 32 Waldarbeiter im Forstamt Hubertusburg und verdienten zwischen 0,34 und 0,56 Reichsmark die Stunde. 1950 wurde in Schwäbisch Hall die „Arbeitsgemeinschaft für naturgemäße Waldwirtschaft“ gegründet, der auch der Wermsdorfer Johannes Blanckmeister angehörte. Die DDR bemühte sich nach Kriegsende um eine Vorratswirtschaft durch Laubbaum-Beimischungen, die aber aufgrund des fehlenden Personals und dessen unzureichende Qualifizierung nicht erfolgreich war. Das Waldgebiet wurde dann 1962 zum Landschaftsschutzgebiet erklärt. Zu Beginn der 1970er Jahre war die DDR-Forstwirtschaft auf dem Niveau des vorigen Jahrhunderts angelangt und führte wieder Kahlschläge aus.
Ab 1992 wurde im Wermsdorfer Forst eine standortgerechte Bestockung unter der Vermeidung von Kahlschlägen eingeführt. Ziel ist eine naturnahe Waldwirtschaft. Eigentümer ist heute der Freistaat Sachsen, bewirtschaftet wird dieser durch den Staatsbetrieb Sachsenforst. Der Wald wird in drei staatlichen Waldrevieren verwaltet:

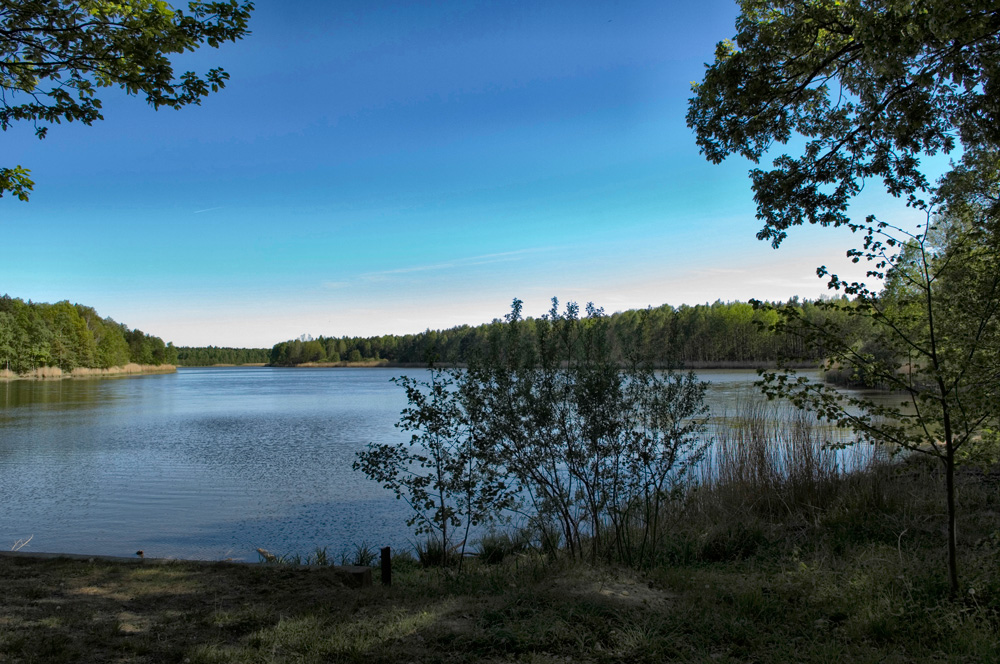
An den drei Teichen zwischen Doktorteich und Kirchenteich

1. Revier 02: Colm
2. Revier 03: Wermsdorf
3. Revier 04: Horstsee

## Geographie
Zum Waldgebiet des Wermsdorfer Forsts und des gleichnamigen Landschaftsschutzgebiets gehören von Ost nach West:
- der Lange Hain und der Wiesengrund entlang des Stranggraben bei Altoschatz
- der Westteil des Oschatzer Stadtwald bei Fliegerhorst
- das gesamte Wald-Gebiet am Collmberg
- den Hauptteil bildet der Wermsdorfer Wald vom Keilbusch im Osten bei Helmhaus über das Laubental im Süden bei Mahlis über den Lindigt am Horstsee bis hin zur Musche im Norden bei Radegast und dem NSG am Reichenbacher Berg im Nordwesten

### Berge und Erhebungen
- Collmberg (313 m) Lage

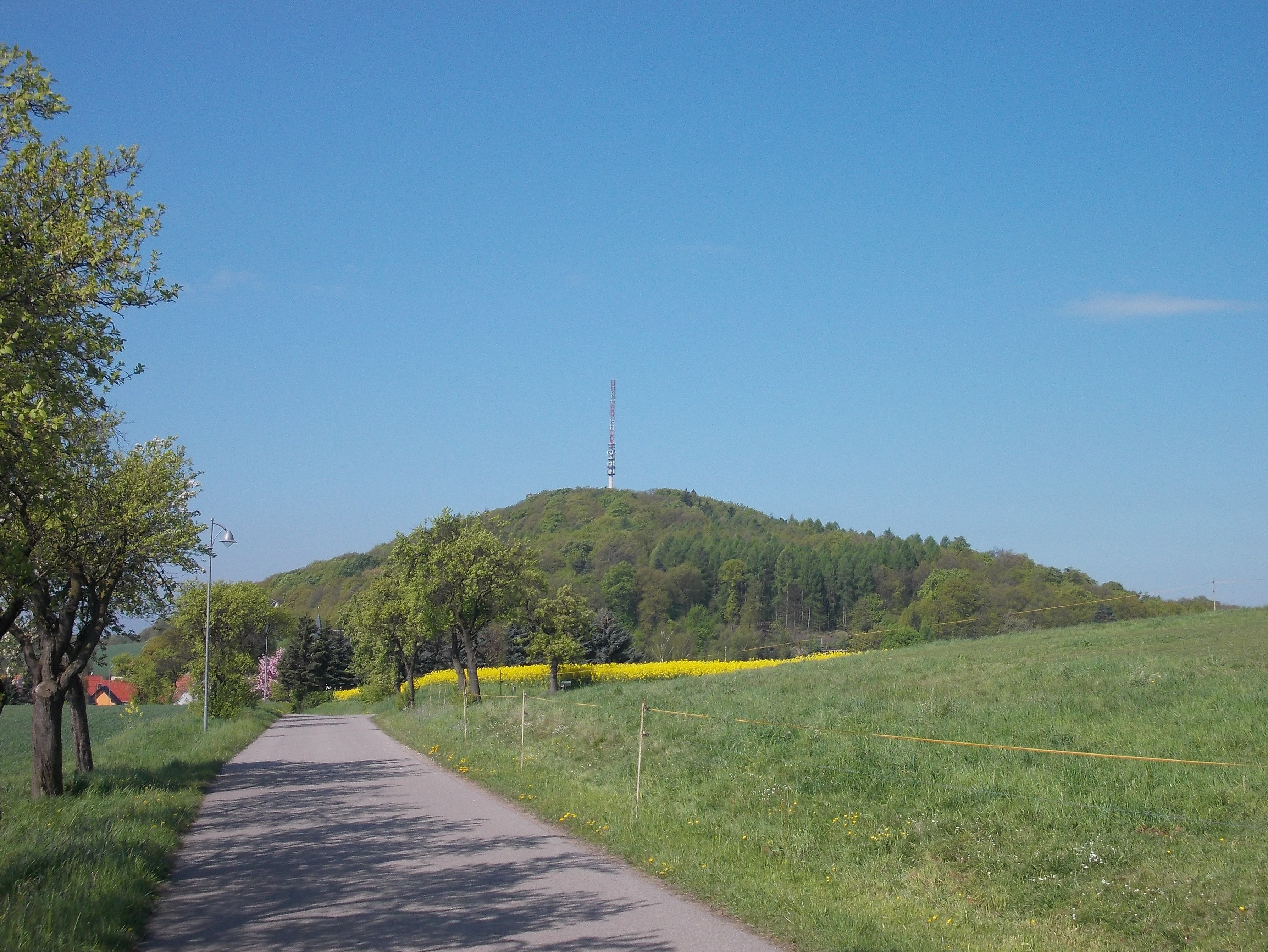
Blick auf den Collmberg

- Windmühlenberg bei Collm (251 m) Lage
- Hungerberg (210 m) Lage
- Reichenbacher Berg (206 m) Lage
- Steinberg bei Liptitz (197 m) Lage
- Galoppierberg (192 m) Lage
- Goliathberg (192 m) Lage
- Hasenberg (190 m) Lage
- Kapellenberg (190 m) Lage
- Windmühlenberg bei Liptitz (189 m) Lage
- Kumpsbuschberg bei Liptitz (188 m) Lage
- Wolfsberge (188 m) Lage
- Krahberg (186 m) Lage
- Heideberg (185 m) Lage

### Steinbrüche und Gruben
- Alter Steinbruch neben der B 6 bei Lage
- Steinbruch in Altoschatz bei Lage
- Sandgrube mit Naturdenkmal Gletscherschliffe bei Lage
- Steinbruch Lampersdorf bei Lage
- Grauwackefelsen im Steinbruch am Collmberg bei Lage
- Quarzporphyrbruch Wermsdorf neben Wermsdorf, Calbitzer Str. Lage

### Gewässer
Der Wermsdorfer Forst ist ein sehr wasserreiches Wald- und Landschaftsschutzgebiet, es befinden sich hier neben zahlreichen (ca. 28) Seen und Teichen, auch einige Fließgewässer und deren Quellen. Er gilt mit dem Abflüssen von Lossa und des Mühlbach zur Mulde und Flussläufen der Luppa und des Streitbach zur Elbe als kleine Wasserscheide der beiden Flussgebiete.

#### Seen und Teiche
- Alzenteich, Doktorteich, Drei Teiche, Edelmannsteich, Hälter-Doktorteich, Häuschenteich, Horstsee, Kirchteich, Koppelteich (im Oschatzer Stadtwald), Langer Rodaer See, Pfarrteich, Reiherteich, Spülteich (am Horstsee), Schösserteich, Talsperre Döllnitzsee, Tiefenteich, Wiesenteich, Zeisigteich
- Anglerparadies am Stranggraben bei Altoschatz Lage
- Kleine Kiesgrube (bei Lage) und Waldbad Luppa (bei Lage)
- Silbersee , eigentlich Carlsteich (bei Lage)
- Waldbad Mark Schönstädt (bei Lage)

#### Fließgewässer
- Altenhainer Bach (Quelle bei: Lage; Mündung bei Calbitz in die Luppa: Lage)
- Alzenteichbach (Quelle bei Dahlen: Lage; Mündung in die Luppa bei Calbitz: Lage)
- Finkenbächel (Quelle bei: Lage; Mündung in den Zeisigteich bei: Lage)
- Launzige (Quelle bei: Lage; Mündung bei Nitzschka in die Mulde: Lage)
- Lossa (Quelle bei: Lage; Mündung bei Eilenburg in die Mulde: Lage)
- Luppa (Quelle bei: Lage; Mündung bei Lampertswalde in die Dahle: Lage)
- Mühlbach (Quelle bei: Lage; Mündung bei Wurzen in die Mulde: Lage)
- Saubach (Quelle bei: Lage; Mündung in den Horstsee bei: Lage und weiterer Zu-/Ablauf über Wiesenteich, Langer Rodaer Teich und Schösserteich bis zur Mündung ins Mutzschener Wasser bei Wagelwitz: Lage)
- Stranggraben (Quelle bei: Lage; Mündung bei: Lage)
- Streitbach (Quelle bei: Lage; Mündung bei: Lage)

## Sehenswürdigkeiten

### Carl Zinkernagel Grab

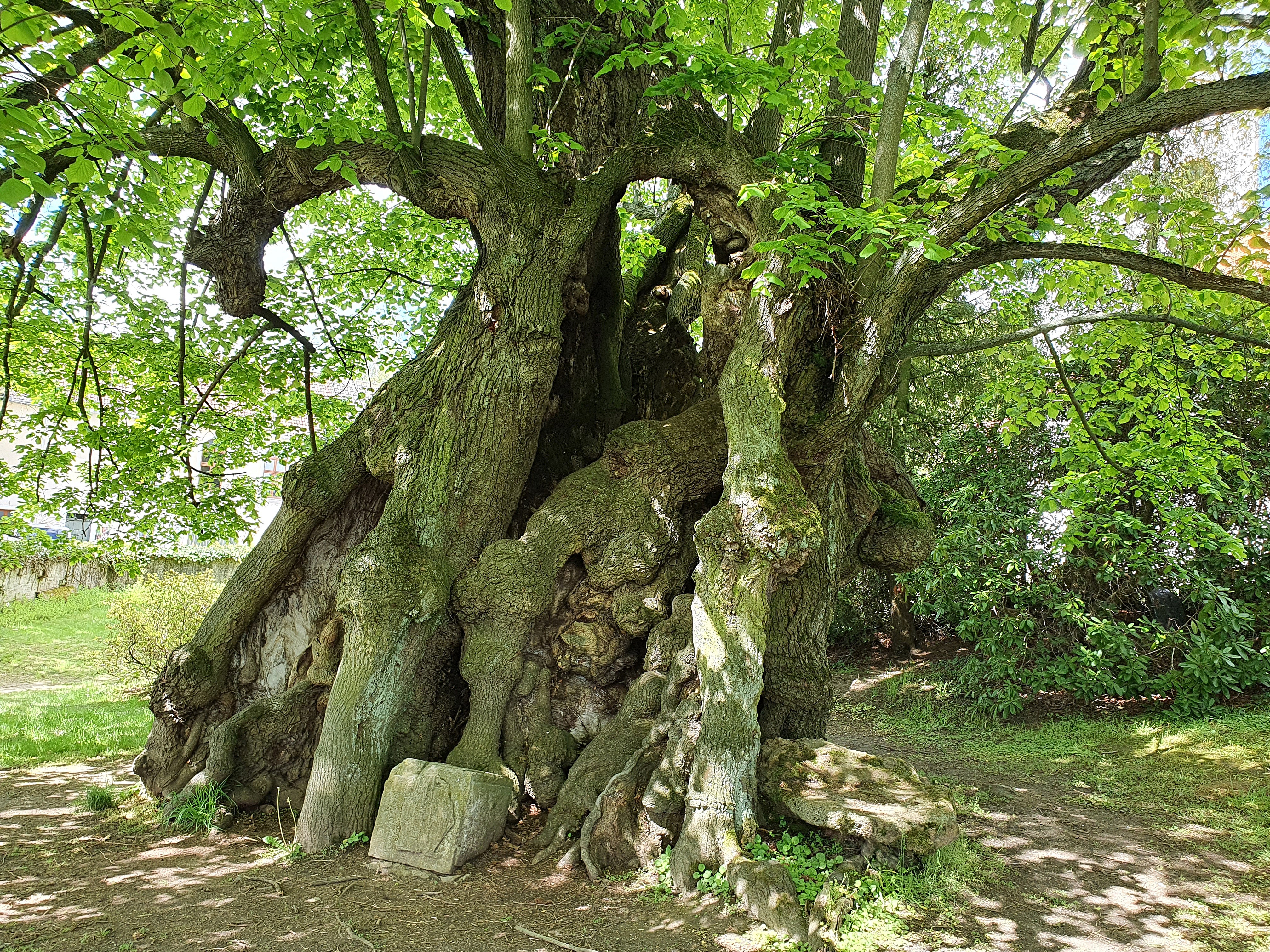
Collmer Linde (Mai 2021)

Erinnert an den am 1. Juli 1857 vom Sächsischen König Johann bestellten Oberforstmeister Carl Zinkernagel (2. Oktober 1802 in Otterwisch; † 1887), der in den Jahren 1841–1867 die Waldlandschaft nachhaltig gestaltete. Zinkernagel gehörte zu den ersten nichtadligen Forstverantwortlichen in Sachsen, die eine wissenschaftliche Ausbildung vom Frühjahrssemester 1822 bis Ostern 1824 an der Königlich Sächsischen Forstakademie in Tharandt erhalten hatten. Nach seiner Ausbildung war er bis 1841 an der Forstvermessungsanstalt Tharandt als Vermessungsgehilfe und später als Forstkonducteur tätig. 1841 wurde er Verwalter des Forstreviers Wermsdorf.

### Collmer Linde
Etwa 1000 Jahre alte Sommerlinde auf dem Friedhof neben der Kirche in Collm.

### Kulturlandschaftsmuseum Wermsdorfer Wald
Die von der Friedrich-Gustav-Klemm-Gesellschaft betreute Kulturlandschaftsmuseum betreut die Denkmäler und Siedlungszeugen im Wermsdorfer Wald. Am Parkplatz Kirchenteich wurde ein Waldklassenzimmer eingerichtet.

### Ausgrabungsstätte Wüstes Dorf Nennewitz
Nordöstlich Fremdiswalde und östlich von Sachsendorf in Nähe des Kirchenteichs befindet sich das 1081 erstmals erwähnte Dorf Nennewitz. Bereits 1459 wurde es als das wuste Dorff urkundlich erwähnt. Über die Gründe der Wüstung ist nichts bekannt. Von Prof. Dr. Gerhard Billig wurden acht Hofstellen, die nach der Sage tatsächlich teilweise im Wasser lagen, eine um 1200 errichtete Turmhügelburg und eine romanische Saalkirche ausgegraben.

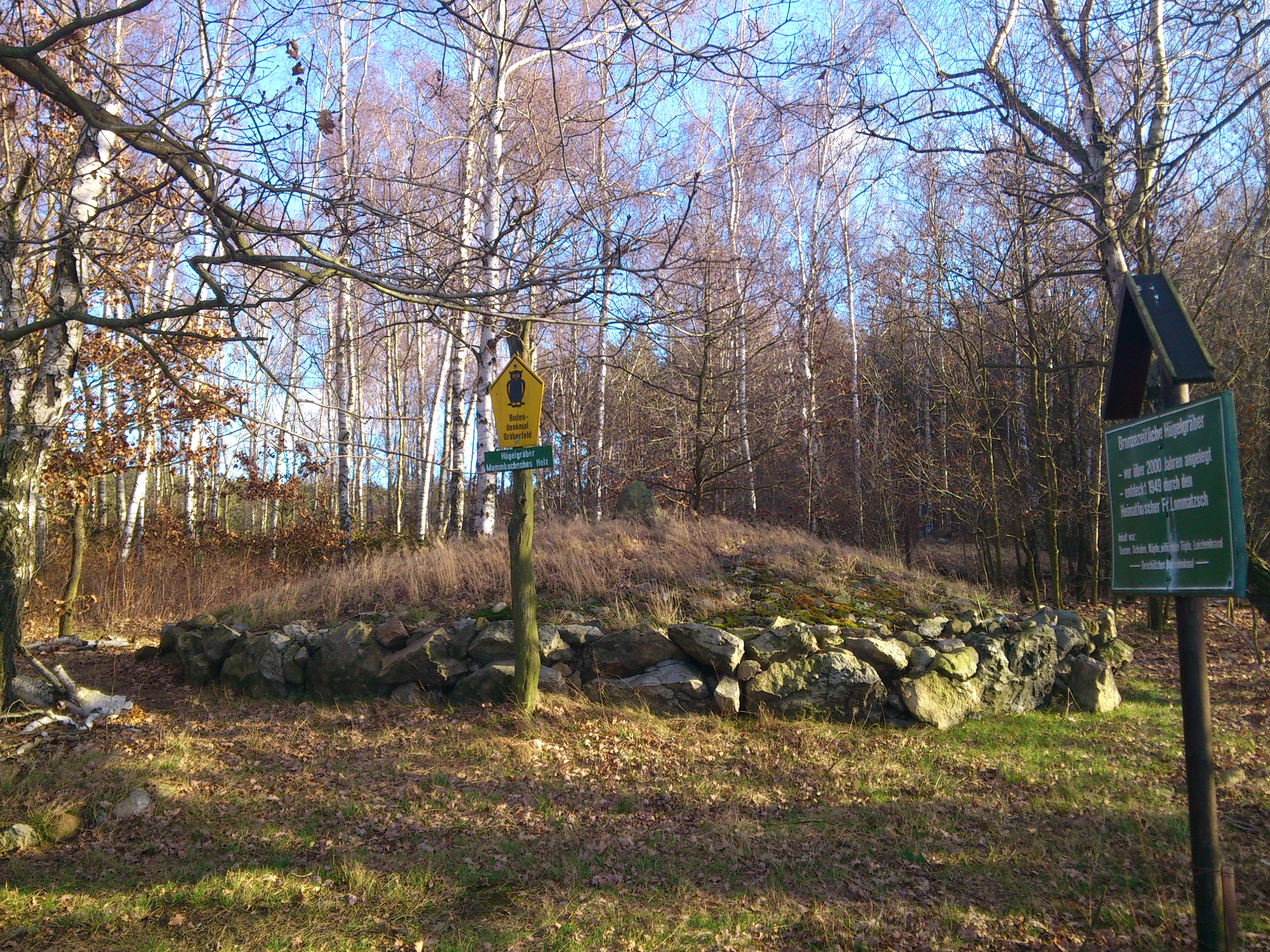
Jungbronzezeitliches Hügelgrab der Lausitzer Kultur bei Sachsendorf / Wermsdorfer Forst in Sachsen

### Jungbronzezeitliche Hügelgräber
Diese liegen im Mammbachschen Holz der Flur Sachsendorf und es handelt sich um Gräber der Lausitzer Kultur.

### Arnimstein
Der Gedenkstein erinnert an einen tödlichen Jagdunfall der königlichen Hofjagd von 1908.

### Collmberg mit Albertturm
Auf dem 313 m hohen Collmberg nahe Collm befindet sich ein 18 m hoher Aussichtsturm, der Albertturm. Der Turm wurde 1854 aus Grauwacke erbaut und 2010 an die Stadt Wermsdorf verkauft. Bei guter Sicht sind nordwestlich das 57 km entfernt liegende Völkerschlachtdenkmal und im Süden die 115 km entfernt liegenden Höhenzüge des Erzgebirges erkennbar. Neben dem Turm wird im 1927–1932 errichteten geophysikalischen Observatorium der Universität Leipzig mittels Seismografen eine lückenlose Erdbebenregistrierung registriert und die Windgeschwindigkeit der Hochatmosphäre gemessen. Heinz Lettau konstruierte in dieser Station von 1936 bis 1937 ein mechanisch gekoppeltes Horizontalpendel zur Messung von Neigungen der Erdoberfläche. Die seit 1932 auf dem Collmberg lückenlos durchgeführten Messungen spielten eine entscheidende Rolle bei der seismografischen Beweisführung über die Theorie übers Adolf Hitlers durchgeführten Atombombenversuch in Deutschland vom 2. Oktober 1944. Der 1957 errichtete „Fernmeldeturm Collmberg“ wurde 2005 abgerissen. Seit 2004 werden die UKW-Frequenzen über einen 100 m hohen neuen Funkturm übertragen.

### Wallanlage Collm
Unterhalb des Alberturms befindet sich eine zwischen 900 und 930 archäologisch datierte 200 × 100 m große mittelalterliche Wallanlage.

### Burg Medebach
Hier handelt es sich um ein 20 × 12 m großes Bodendenkmal, welches von einem fünf Meter breiten Graben umgeben ist. Hier handelt es sich um die Befestigung des 1475 als allodium bezeichneten Medebach.

### Wasserburg Laubental
Sichtbar ist ein Bühl mit einem Durchmesser von 15 m und 4 m Höhe in einem verlandeten Teich.

### Carlsteich(Silbersee)
Das um 1939 vom damaligen Revierförster Carl Redlich angelegte und nach ihm benannte Gewässer entsteht durch künstliche Anstauung des Altenhainer Baches, welcher durch Calbitz fließt. Der See wird auch „Silbersee“ genannt, weil seine Wasseroberfläche in Mondnächten wie Silber glänzt.

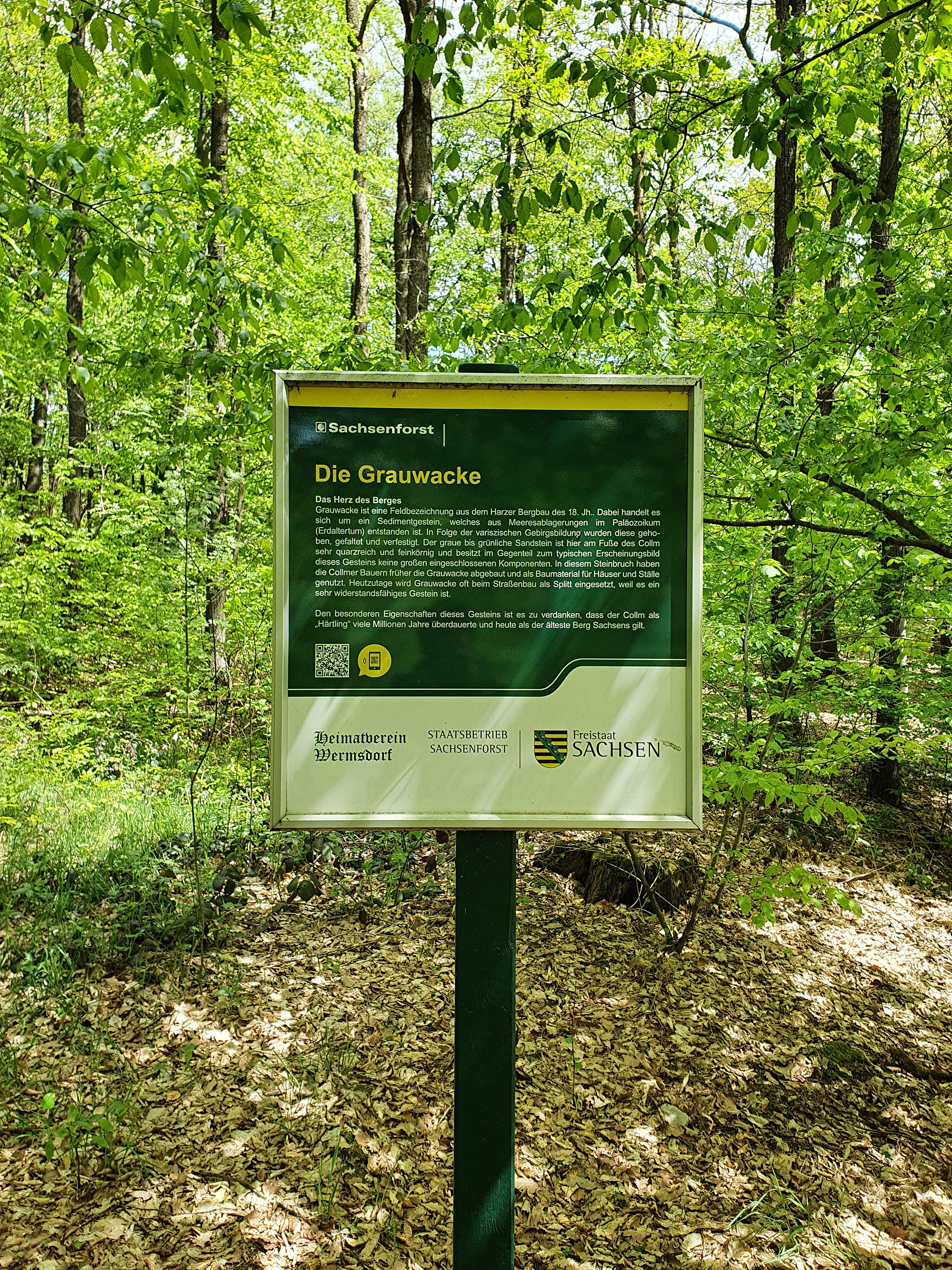
Grauwacke am Collmberg

### Grauwacke-Felsen am Collm
Am Südwesthang des Collmberg befindet sich ein ehemaliger Steinbruch, bei dem die quarzitische Grauwacke als Grundgestein des Gebirgszuges dessen höchste Erhebung in der Nordwestsächsische Senke der Collmberg ist, an die Oberfläche tritt. Er bildet den ältesten geologischen Beweis Nordsachsen, dass das Gebiet vor mehr als 500 Millionen Jahren entstand.

### Wüstes Schloss Hayn
Reste einer mittelalterlichen Wasserburg nahe der Quelle des Altenhainer Baches, unweit vom Calbitzer Weg, welche vermutlich durch Hussiten um 1460 zerstört wurde. Die benachbarte Wiesenflur trägt die Bezeichnung Kriegswiese.

### Wüstes Schloss Osterland
Der 1211 begonnene Profanbau wurde nie fertiggestellt. Die Bezeichnung Schloss Osterland geht auf Thomas Osterland, einen kriminellen Oschatzer Ratsherren zurück.

### Kursächsische Halbmeilensäule
Die 1724 gefertigte Kursächsische Postmeilensäule an der Staatsstraße 42 Wermsdorf – Sachsendorf (Forstabteilung 10) stammt vom Postkurs Leipzig – Wurzen – Wermsdorf – Stauchitz – Meißen – Dresden, der 1726–1816 durch den Wermsdorfer Forst führte. Sie wurde um 1930 gefunden und vom Forstbetrieb unweit vom Fundort wieder aufgestellt sowie 1975, nach dem Fund des letzten Originalteils, letztmals restauriert. In Folge eines Verkehrsunfalls musste sie im November 2011 abgebaut und eingelagert werden. Nach der Restaurierung im Auftrag des Staatsbetriebes Sachsenforst konnte sie am 18. August 2014 am letzten Standort wiedererrichtet und am 12. September 2014 mit einer Erläuterungstafel eingeweiht werden.

### Wermsdorf
Sehenswert ist der Erholungsort Wermsdorf mit seinen Schlössern Hubertusburg und dem Alten Jagdschloss.

## Fauna und Flora
Im Wermsdorfer Forst gibt es zahlreiche Tiere und seltene Pflanzen und Gewächse:
| Fauna | Flora |
| --- | --- |
| Damwild, Schwarzwild, Fuchs, Rehwild, Kuckuck, Grünspecht, Singdrossel, Zilpzalp, Kleiber, Gartengrasmücke, Buchfink, Kiebitz, Nachtigall, Fitis, Kohlmeise, Mönchsgrasmücke, Drosselrohrsänger, Pirol, Klappergrasmücke, Amsel, Gartenrotschwanz, Dorngrasmücke, Sumpfrohrsänger, Roter Milan, Große Laubschnecke, Federwidderchen | Tilia cordata, Quercus robur, Fraxinus excelsior, Acer platanoides, Acer negundo, Acer pseudoplatanus, Populus, Platanus x hispanica, Pyrus communis, Malus domestica, Betula pendula, Ulmus laevis, Quercus petraea, Frangula alnus, Sorbus aucuparia, Sambucus, Liguster, Scharbockskraut, Apfel-Rose, Märzveilchen, Nickendes Perlgras, Dreiteiliger Ehrenpreis, Wilde Möhre, Finger-Segge, Wiesen-Gelbstern, Weinberg-Lauch, Frühlings-Spark, über siebzig Scharfgarbenarten, wie die Edle Schafgarbe, Schwielen-Löwenzahn, Acker-Gelbstern, Gemeine Sichelmöhre, Hohe Schlüsselblume, Kleiner Mäuseschwanz, Brauner Storchschnabel, Erlen-Schillerporling |

## Weiterführende Literatur
- Gerhard Billig: Ausgrabungen im Wermsdorfer Forst. Eine Forschungsbilanz. Pädagogische Hochschule „K.F.W. Wander“, Dresden, 1987.